# Kunstsammlungen der Veste Coburg
Die Kunstsammlungen der Veste Coburg sind ein kulturgeschichtliches Museum. Den vielgestaltigen Sammelinteressen der Coburger Herzöge verdanken sich die vier Schwerpunkte des Museums: das Kupferstichkabinett, die Glassammlung, die historische Waffensammlung sowie die Sammlung altdeutscher Meister mit ihrem Schwerpunkt auf Werken von Lucas Cranachs d. Ä. und seinem Umkreis. Zu den Kunstsammlungen gehört zudem das Europäische Museum für Modernes Glas in Rödental. Träger der Kunstsammlungen ist die Coburger Landesstiftung.

## Geschichte des Museums
Die Kunstsammlungen der Veste Coburg sind historisch mit der namengebenden Burganlage verbunden. Diese war um 1200 als eine der größten stauferzeitlichen Wehranlagen entstanden, erlebte eine Blütezeit als kursächsisches Schloss im Zeitalter der Reformation und war zudem mehrere Jahrhunderte als sächsische Landesveste strategisch bedeutsam. Während des Augsburger Reichstags 1530 bot sie Martin Luther sichere Unterkunft. Die schrittweise erweiterten Fortifikationen der Veste lassen zudem die Geschichte konfessioneller Konflikte von den Hussitenkriege über die Zeit des Schmalkaldischen Bundes bis hin zum Dreißigjährigen Krieg ablesen. Bis 1802 diente die Burganlage als Garnison.

### Anfänge des Museums

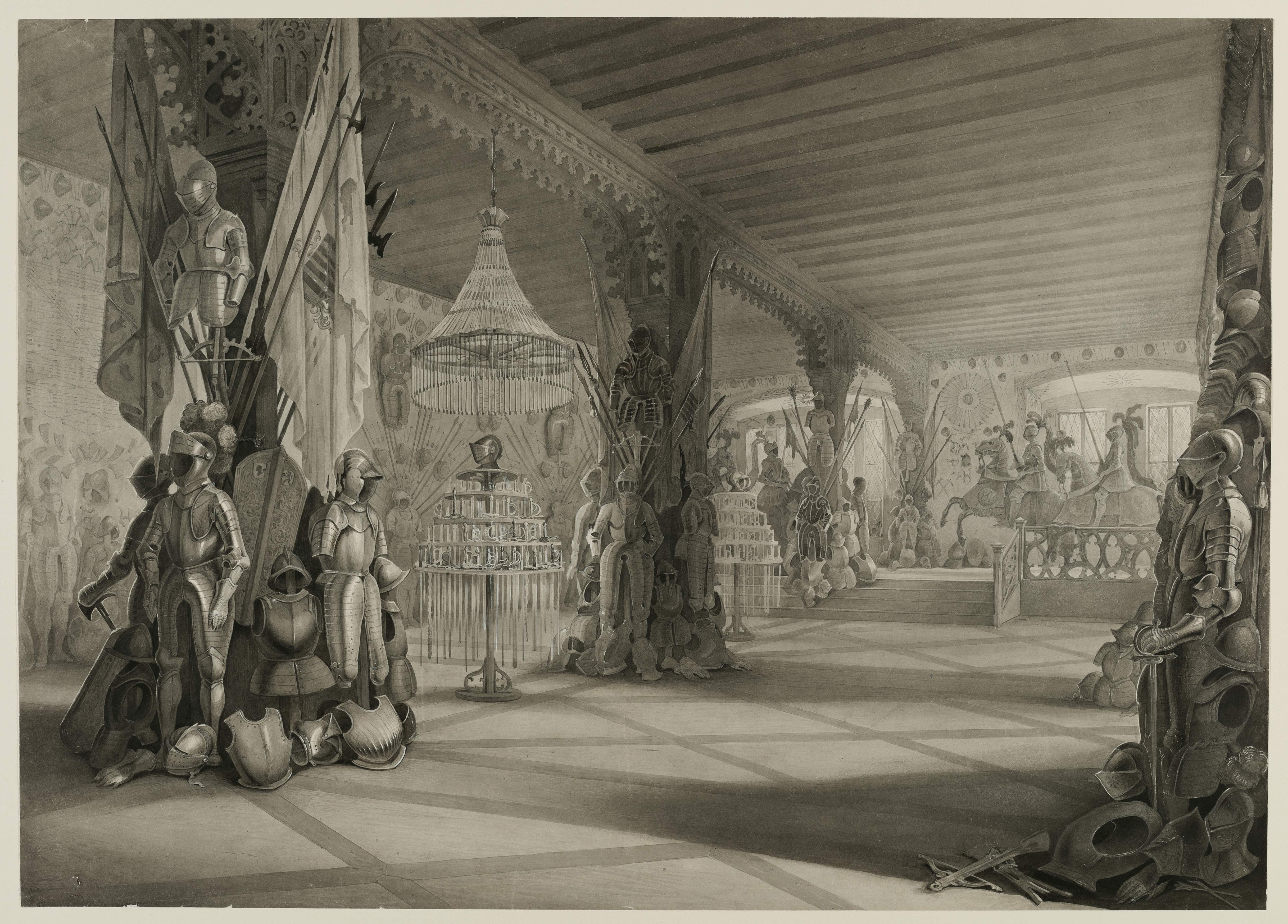
Georg Konrad Rothbart, Die Hofstube der Veste Coburg, eingerichtet als Waffensaal (um 1850)

1837 begann Herzog Ernst I. von Sachsen-Coburg und Gotha (1784–1844), die inzwischen ruinöse Anlage im Sinne eines romantisierenden Historismus zu restaurieren. Bau und Ausstattung im neugotischen Stil erfolgten unter der künstlerischen Leitung von Carl Alexander Heideloff (1789–1865). Die Reaktivierung der Veste als Stammsitz des Herzogshauses sollte auch im Dekor der Innenräume zum Ausdruck kommen, die man zu diesem Zweck mit Teilen der herzoglichen Sammlungen sowie mit kirchlichen Kunstschätzen der Region ausstattete. Bereits im Vorfeld hatte Ernst I. veranlasst, dass Teile der Altenburger Waffensammlung und die städtischen Zeughausbestände von Gotha und Coburg auf die Veste verbracht und in die hiesigen Zeughausbestände integriert wurden. 1839 wurden die ersten Burgräume öffentlich zugänglich gemacht, 1843 eine erste Beschreibung im Sinne eines Museumsrundgangs gedruckt.
Herzog Ernst II. von Sachsen-Coburg und Gotha (1818–1893) bot die Veste als Zeugnis nationalpatriotischer Gesinnung 1853 dem ein Jahr zuvor gegründeten Germanischen Nationalmuseum als Heimstatt an. Nachdem sein Angebot 1854 ausgeschlagen worden war, begann der Herzog, den dynastischen Erinnerungsort aus eigenen Kräften zu einem planvollen Museum auszubauen. Dabei orientierte er sich offensichtlich nicht an dem damals neuartigen Typus der Spezialsammlung, sondern an dem klassischen, enzyklopädischen Sammelprinzip einer Kunst- und Wunderkammer. Bereits 1854 ließ er das herzogliche Kupferstichkabinett, das sein Großvater, Erbprinz Franz Friedrich Anton von Sachsen-Coburg-Saalfeld (1750–1806), einer der bedeutendsten Graphiksammler seiner Zeit, angelegt hatte, aus dem städtischen Zeughaus auf die Veste verlagern. Es folgten Kunst und Kunsthandwerk aus verschiedenen herzoglichen Schlössern. 1860 erwarb Ernst II. die Türkenbeute des kaiserlichen Feldmarschalls Prinz Friedrich Josias von Sachsen-Coburg-Saalfeld (1737–1815) sowie die bemerkenswerte Waffensammlung von dessen Sohn, Friedrich Freiherr von Rohmann (1789–1873). Seit 1863 war zudem das Herzogliche Naturaliencabinet auf der Veste untergebracht, das 1914 als Naturkunde-Museum Coburg im Hofgarten wiedereröffnet wurde. Auch Ernsts Bruder Prinz Albert (1819–1861), Gemahl der britischen Königin Victoria (1819–1901), förderte gezielt den Ausbau der „Herzoglichen Kunst- und Alterthümersammlung“ auf der Veste.
Ernsts Neffe und Nachfolger, Herzog Alfred von Sachsen-Coburg und Gotha (1844–1900), stellte die Sammlung 1897 mit Karl Koetschau (1868–1949) erstmals unter wissenschaftliche Leitung. Aus dem Nachlass Herzog Alfreds stammt die mehrere tausend Objekte umfassende Kollektion venezianischer Gläser, die den Weltruf der Coburger Glassammlung begründet. Unter dem letzten Coburger Regenten, Herzog Carl Eduard (1884–1954), kam es von 1907 bis 1924 zur erneuten umfassenden Sanierung der Veste durch Bodo Ebhardt. Erstmals seit dem 16. Jahrhundert wurden dabei auch wieder fürstliche Wohnräume auf der Veste eingerichtet und auf diese Weise museale und dynastische Intentionen erneut miteinander verschmolzen.

### 1919 bis heute

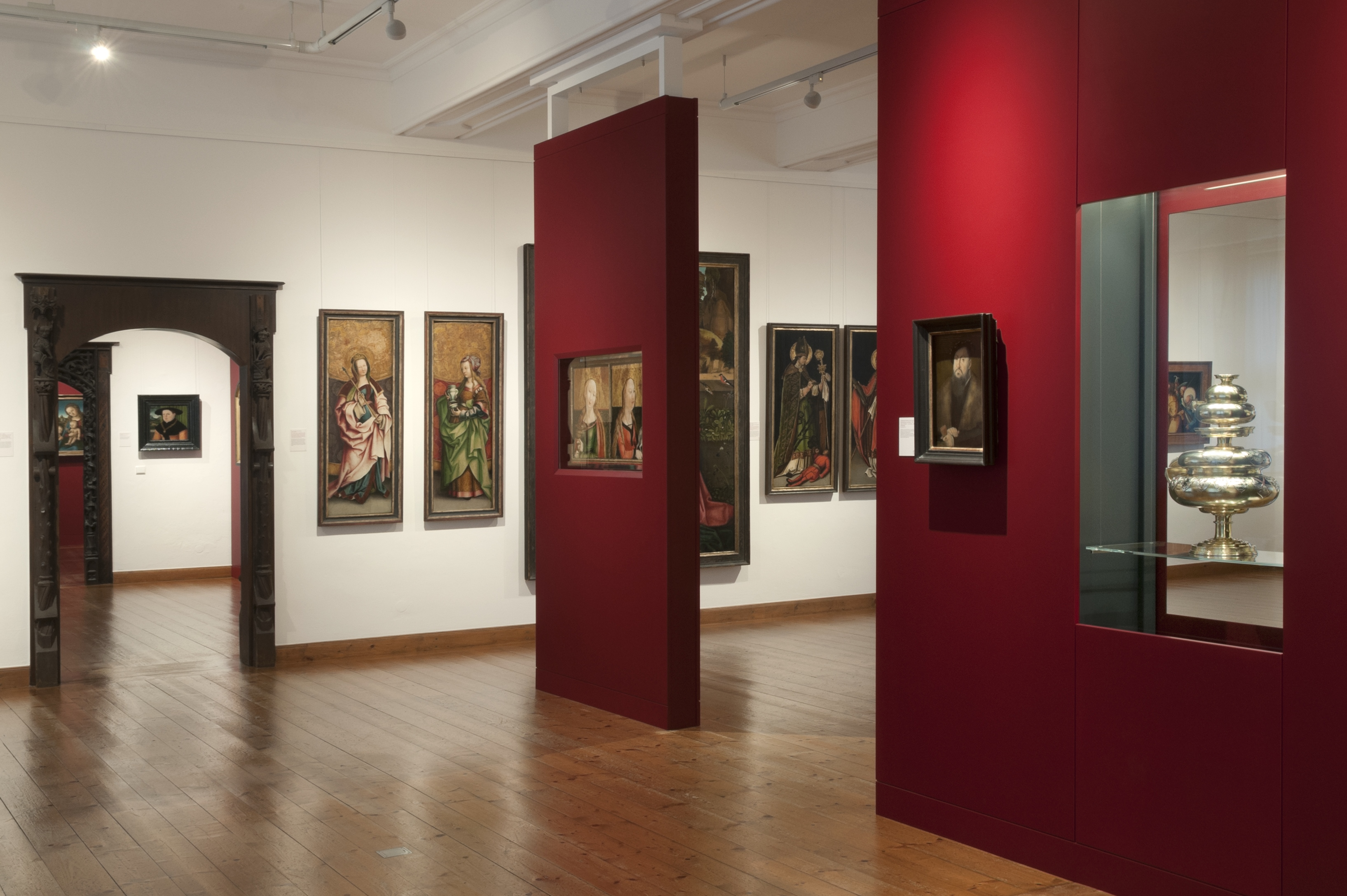
Altdeutsche Sammlung, neu eingerichtet 2015

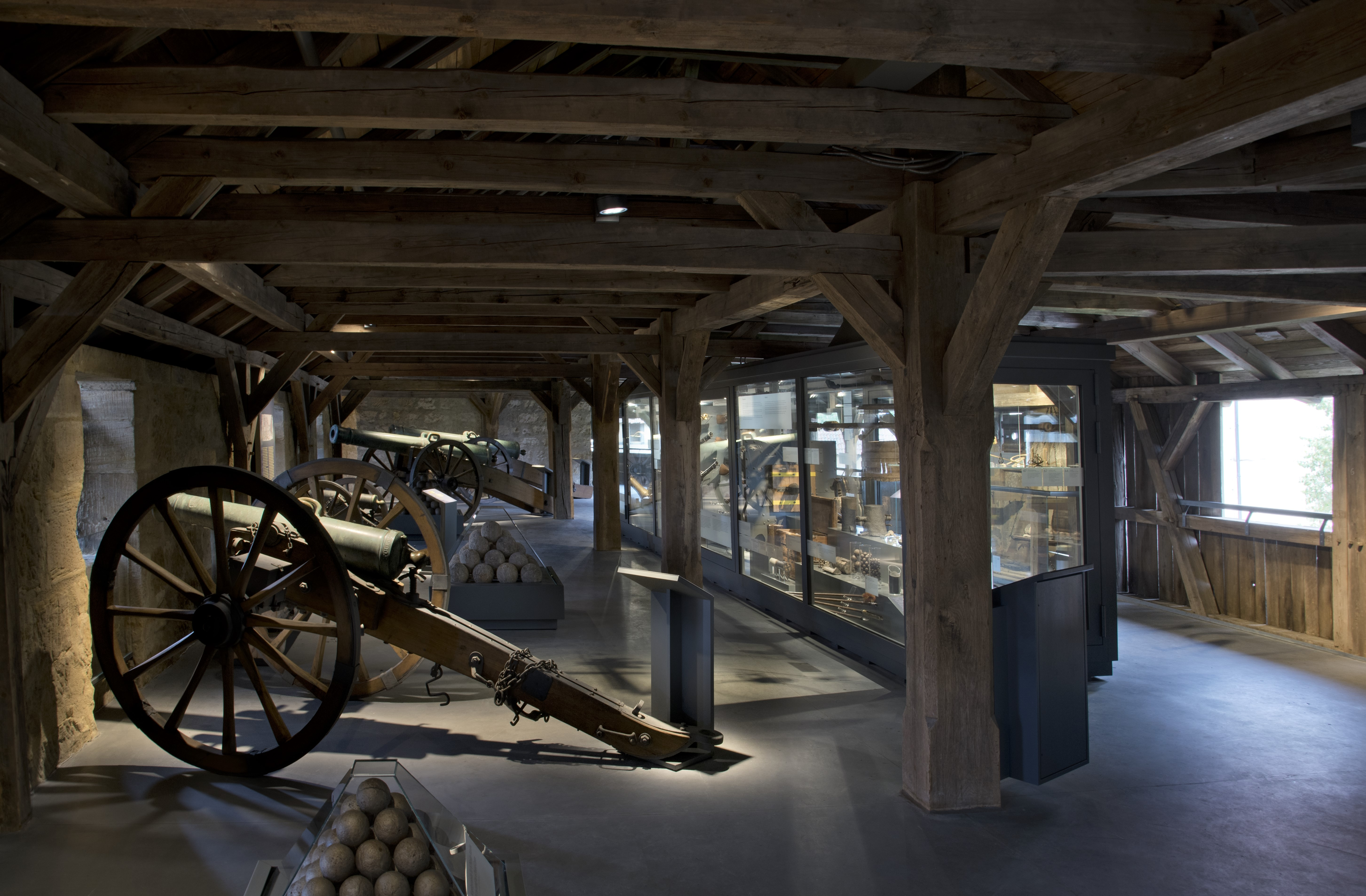
Artillerieausstellung "Gebt Feuer", eröffnet 2017

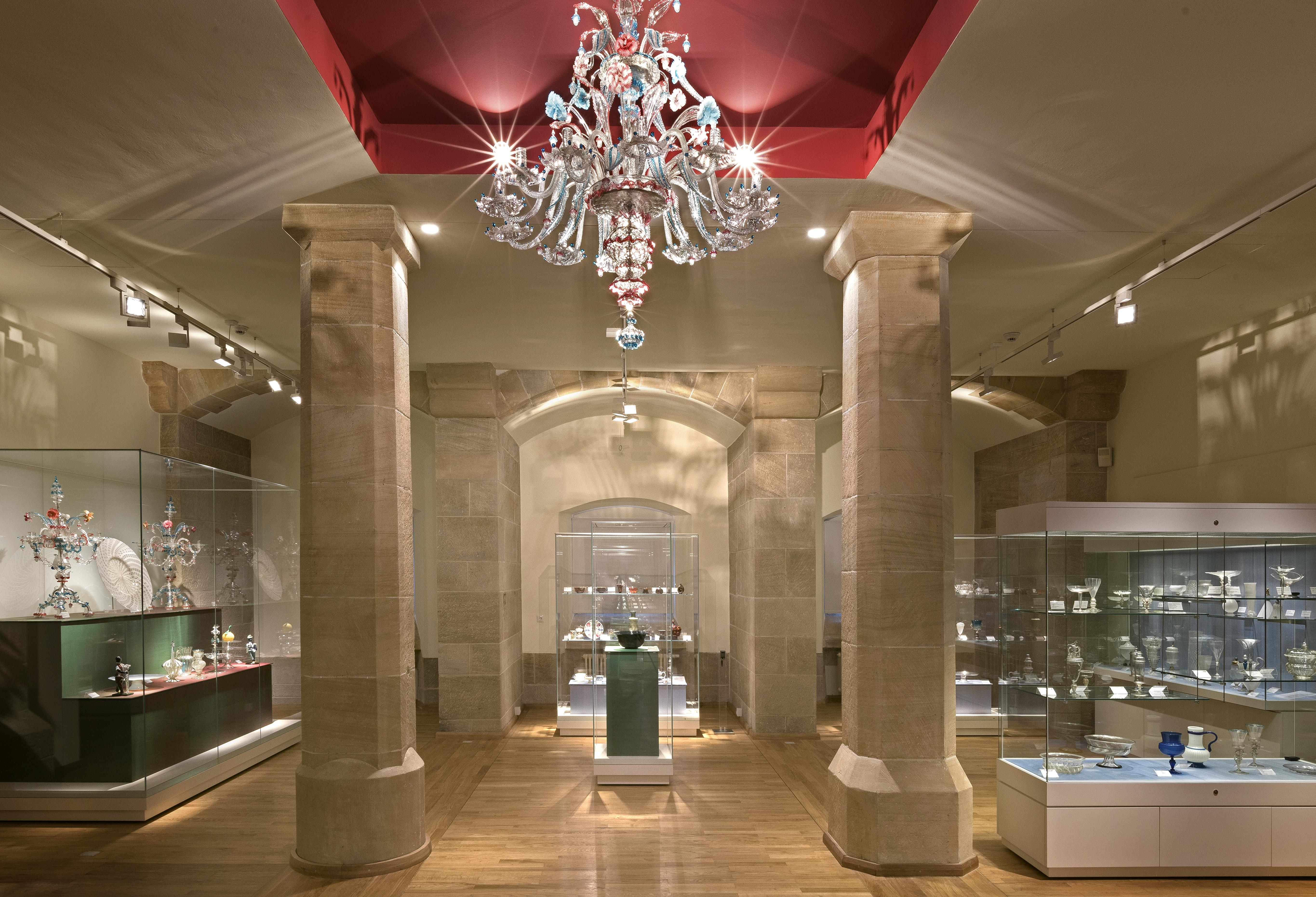
Schatzkammer Glas, neu eingerichtet 2018

Mit dem Ende des Herzogtums Sachsen-Coburg und Gotha wurden große Teile des herzoglichen Kunstbesitzes in das Eigentum der 1919 gegründeten Coburger Landesstiftung überführt, um „zur Förderung der Volksbildung und der Wohlfahrt“ für die Öffentlichkeit erhalten zu bleiben. Die Baulichkeiten der Veste Coburg gingen 1920 an den Freistaat Bayern über, der die Baulast trägt und der Coburger Landesstiftung ein unentgeltliches Nutzungsrecht an den Räumen einräumt. In der Endphase des Zweiten Weltkriegs war ein Wehrmachtskommando in den Museumsräumen der Veste einquartiert. Infolge der Beschießung durch amerikanische Truppen am 10. und 11. April 1945 wurden der Herzoginbau, das Hohe Haus und der Carl-Eduard-Bau schwer beschädigt. Die Sammlungen erlitten dank umsichtiger Auslagerung verhältnismäßig geringe Kriegsverluste; am gravierendsten wiegt der Verlust des Brautwagens Johann Friedrichs des Großmütigen aus dem Jahr 1527.
Die Kunstsammlungen der Veste Coburg präsentieren sich in einer Kombination aus historischen Räumen und moderner musealer Inszenierung. Nachdem 1998 mit dem Tod von Friedrich Josias Prinz von Sachsen-Coburg und Gotha das Nutzungsrecht der herzoglichen Familie am Fürstenbau erloschen war und dieser in der Folge umfänglich saniert und restauriert wurde, wird nunmehr die gesamte Veste durch die Kunstsammlungen genutzt. Die Sammlungsschwerpunkte werden durch Ankäufe und Stiftungen kontinuierlich ausgebaut und erweitert. Im letzten Drittel des 20. Jahrhunderts wurde zudem der Coburger Glaspreis, ein in unregelmäßigen Abständen stattfindender internationaler Wettbewerb zeitgenössischer Glaskunst, initiiert und in diesem Zusammenhang die Sammlung internationalen zeitgenössischen Glases ausgebaut. 1989 wurde als Zweigmuseum der Kunstsammlungen der Veste Coburg das Museum für Modernes Glas in der Orangerie im Schlosspark Rosenau in Rödental eröffnet, das 2008 als Europäisches Museum für Modernes Glas in einen gegenüber errichten Neubau umzog.

### Direktoren
- 1854 bis 1896: Georg Konrad Rothbart
- 1897 bis 1902: Karl Koetschau
- 1902 bis 1921: Johannes von Loßnitzer
- 1921 bis 1931: Ludwig Kaemmerer
- 1931 bis 1936: Oskar Lenz
- 1937 bis 1942: August Brüschwiler
- 1943 bis 1947: Hans Thoma (kommissarisch)
- 1947 bis 1950: Günther Grundmann[27]
- 1950 bis 1960: Heinrich Kohlhaussen
- 1960 bis 1978: Heino Maedebach
- 1978 bis 1994: Joachim Kruse
- 1995 bis 2001: Michael Eissenhauer
- 2002 bis 2018: Klaus Weschenfelder
- Seit 2018: Sven Hauschke

## Sammlungen

### Gemälde und Skulpturen

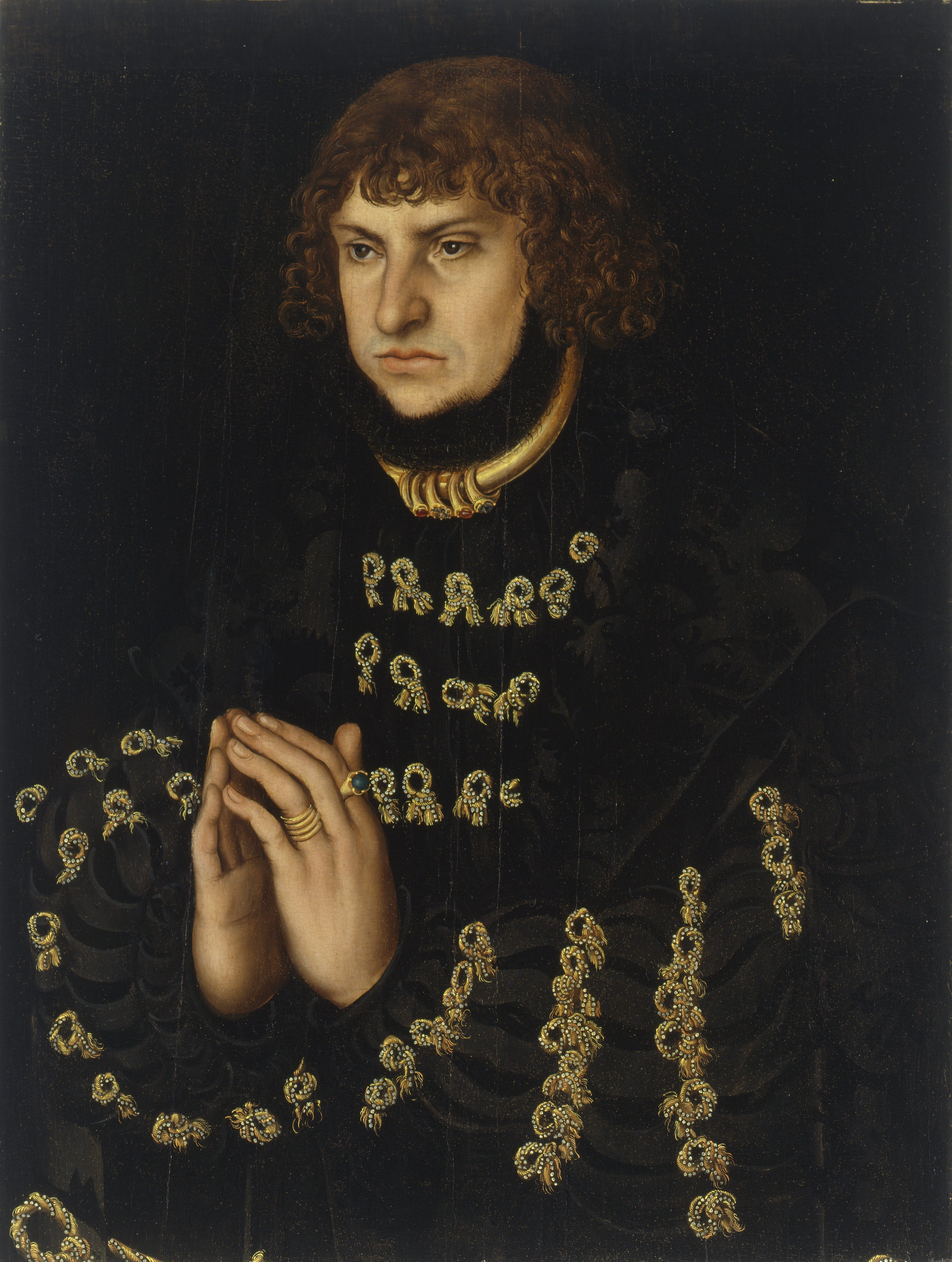
Lucas Cranach, Johann der Beständige (um 1513)

Unter den Gemälden sticht die Sammlung altdeutscher Kunst hervor. Diese setzt sich im Wesentlichen aus herzoglichen Beständen und aus der 2003 erworbenen Sammlung altdeutscher Gemälde des Schweinfurter Industriellen Georg Schäfer (1896–1975) zusammen. Ein Schwerpunkt liegt auf Werken von Lucas Cranach d. Ä., Lucas Cranach d. J., der Werkstatt und dem unmittelbaren Umkreis (47 Gemälde). Dazu zählen Fragmente des Coburger Fürstenaltars, den der kursächsische Hofmaler 1513 für die Veste Coburg geschaffen hatte. Des Weiteren bietet die Sammlung einen Einblick in die süddeutsche Tafelmalerei des ausgehenden 15. und des 16. Jahrhunderts, hier vertreten durch Matthias Grünewald und Maler der Dürerschule (Hans Baldung Grien, Hans Süß von Kulmbach, Hans Schäufelein), Hans Holbein d. Ä. und Hans Holbein d. J., den Meister von Meßkirch und zahlreiche weitere Künstlerpersönlichkeiten.
Der Bestand an spätmittelalterlichen und frühneuzeitlichen Skulpturen stammt überwiegend aus Franken und Thüringen. Hervorzuheben sind die Coburger Pietá (um 1360/70), die zu den ältesten Vesperbildern nördlich der Alpen zählt und ein herausragendes Werk mittelalterlicher Bildhauerkunst darstellt, sowie die „Goldene Bamberger Madonna“ (1330), eine der wichtigsten altgefassten Holzskulpturen dieser Kunstregion. Mit dem Gandersheimer Evangeliar (Metz, um 860-70) bewahren die Kunstsammlungen zudem ein bedeutendes Werk spätkarolingischer Elfenbeinschnitzkunst und Buchmalerei.

### Graphik

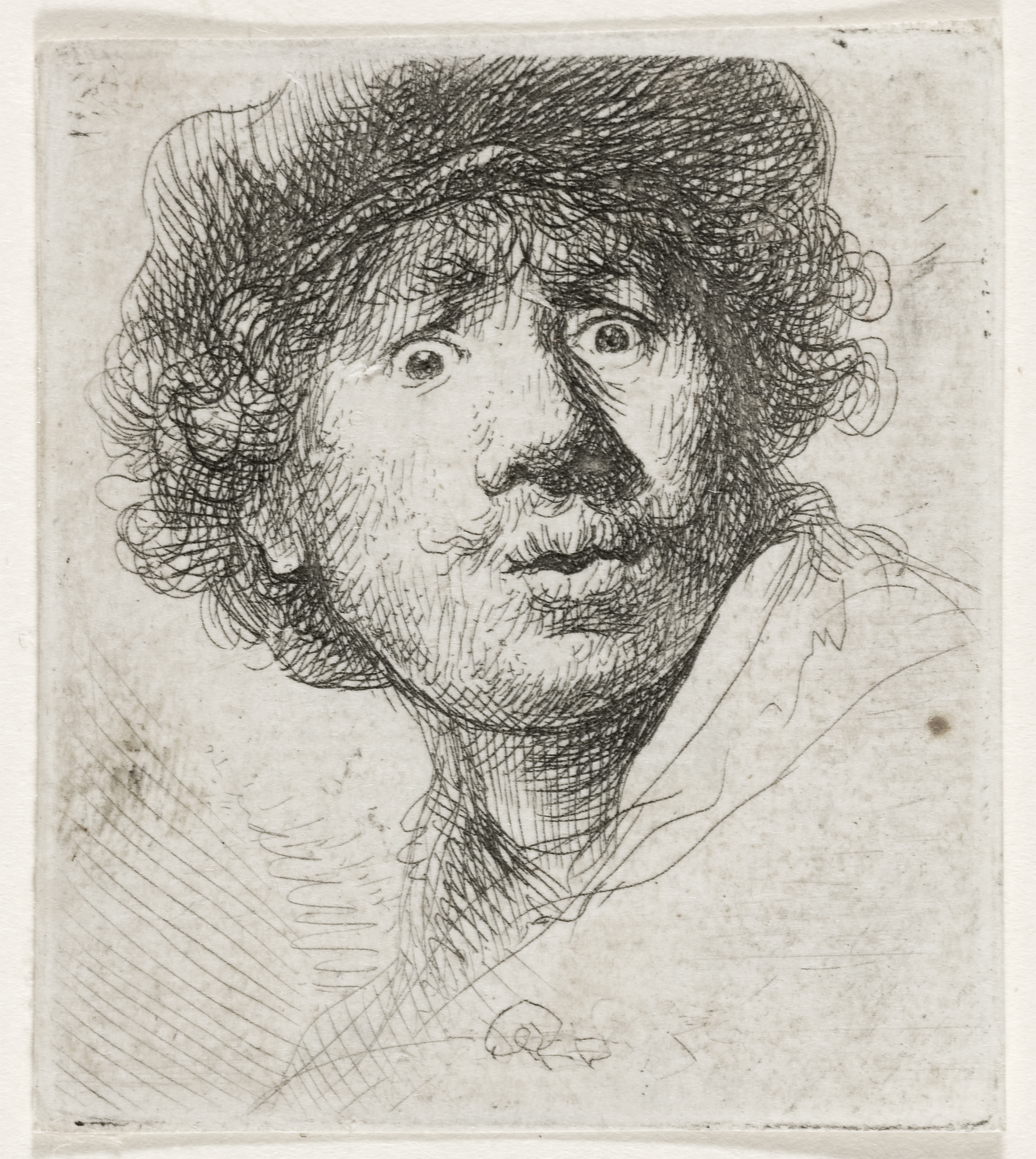
Rembrandt, Selbstbildnis mit aufgerissenen Augen, 1630

Die Sammlung des Kupferstichkabinetts der Kunstsammlungen der Veste Coburg umfasst über 220.000 Blatt Zeichnungen und Druckgraphik aller Länder, Schulen und graphischen Techniken vom 15. bis zum 21. Jahrhundert. Über 9.000 Künstler sind hier mit ihren graphischen Werken vertreten. Eine Gruppe von Zeichnungen des „Meisters der Coburger Rundblätter“ (Ende 15. Jahrhundert), der „Codex Coburgensis“ (16. Jahrhundert), acht Dürer-Zeichnungen und das nahezu vollständig vorhandene druckgraphische Werk von Albrecht Dürer, Cranach und Rembrandt charakterisieren den Rang der Sammlung. Da der Hauptteil auf das kennerschaftliche Sammeln Herzog Franz Friedrich Antons von Sachsen-Coburg-Saalfeld (1750–1806) zurückgeht, sind die Bestände bis um 1800 besonders umfassend.
Zum Kupferstichkabinett gehört auch eine nennenswerte Autographensammlung, die von Herzog Ernst II. und seinem Bruder Albert begründet wurde.

### Kunsthandwerk mit Schwerpunkt Glas

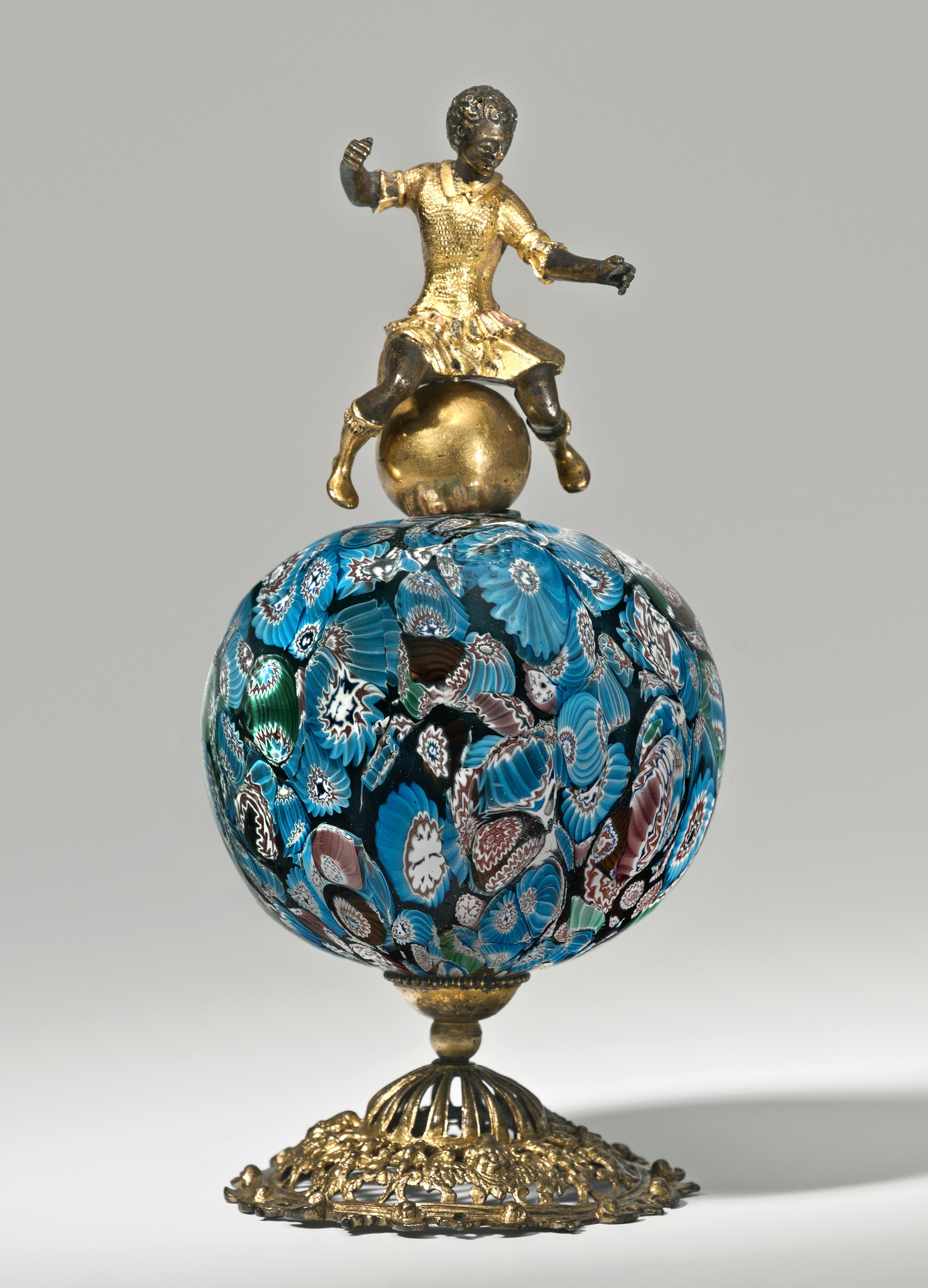
Große Millefiorikugel mit Figur (16. Jh.)

Die historische Glassammlung umfasst etwa 2.700 Objekte und bietet einen repräsentativen Einblick in die Entwicklung der europäischen Glasherstellung seit dem Spätmittelalter. Zugleich enthält sie kostbare, teils ältere Einzelstücke wie das Coburger Hedwigsglas (11. Jahrhundert) aus dem Besitz Martin Luthers. Den Schwerpunkt der Sammlung bilden Werke des 15. bis 17. Jahrhunderts aus Venedig sowie Gläser à la façon de Venise, darunter eine technisch einmalige Millefiorikugel mit Mohrenfigur als Bekrönung (16. Jahrhundert). Ergänzt wird dieser Bestand vor allem um Gläser des Barock, darunter Service-Vorräte und Prunkstücke der herzoglichen Hofhaltung, deutsches Emailglas, Rubinglas und eine Abteilung mit Schnittdekor des 17. und 18. Jahrhunderts. Wichtige Objekte des 19. Jahrhunderts sowie Gläser des Jugendstils und des Art déco runden die Auswahl ab. Die in den 1960er Jahren begründete Sammlung moderner und zeitgenössischer Glaskunst wird heute im Europäischen Museum für Modernes Glas in Rödental präsentiert.
Zu den kunsthandwerklichen Beständen zählt ferner eine umfängliche Sammlung von Creußener Steinzeug.

### Historische Waffen

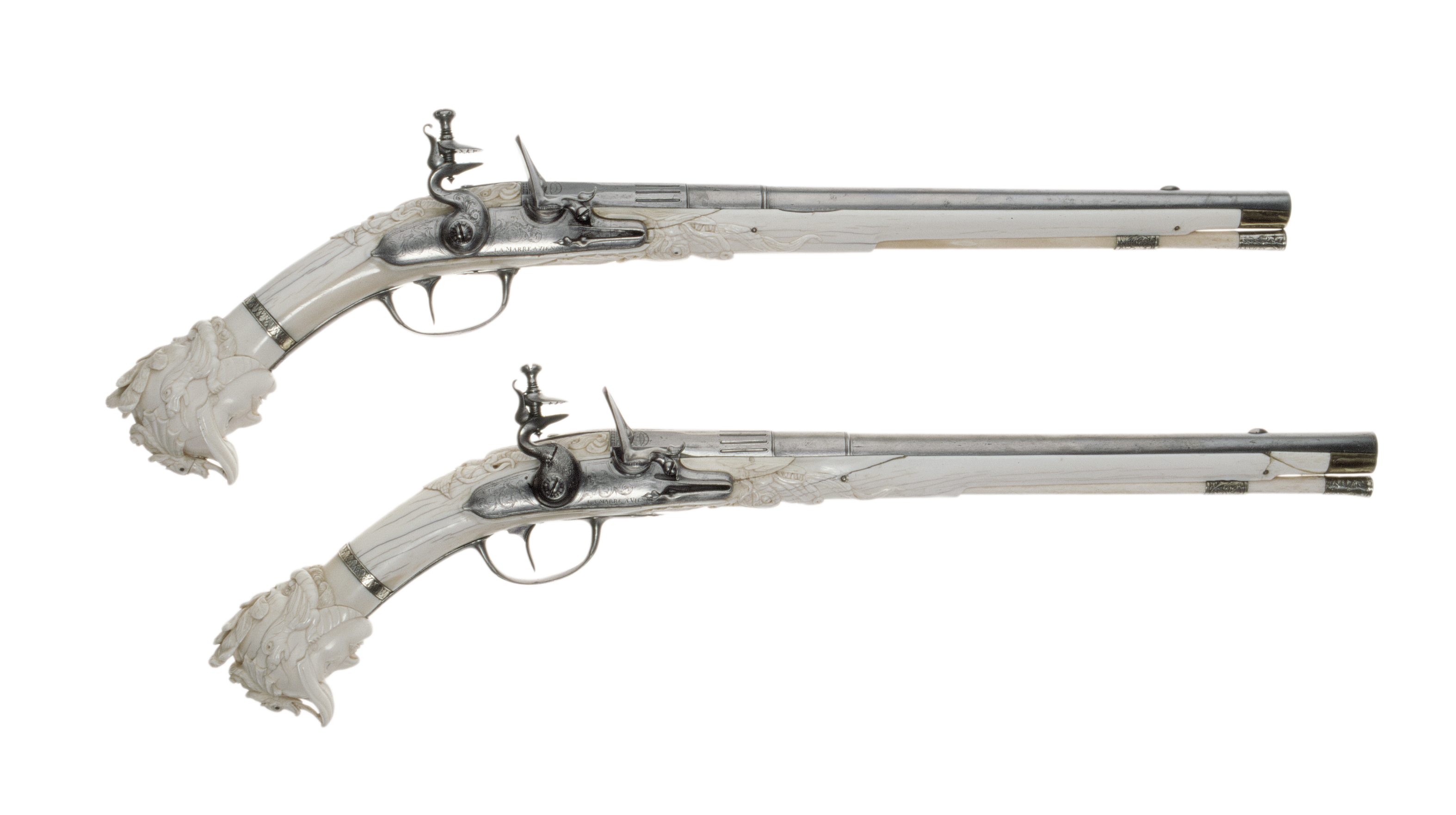
Elfenbeinpistolen (4. Viertel 17. Jh.)

Die Sammlung historischer Waffen umfasst etwa 10.000 Objekte und teilt sich in militärische, jagdliche und höfische Waffen. Der militärische Bestand geht zum Teil unmittelbar auf die Zeughäuser der Veste sowie der Stadt Coburg zurück. Zu den ältesten Stücken zählen Eisenschwerter des 9. und 11. Jahrhunderts sowie Holzschilde des 15. Jahrhunderts. Herausragend hinsichtlich Vielfalt, Qualität und Erhaltungszustand ist der große Bestand an Feuerwaffen. Dieser reicht von spätmittelalterlichen Brandpfeilen und Hakenbüchsen bis zu Feldgeschützen des 19. Jahrhunderts. Zahlreiche Belagerungs- und Verteidigungswaffen stammen aus der Zeit des Dreißigjährigen Kriegs, darunter auch besonders rare Objekte wie Handgranaten, Pechkränze, Leuchtbomben etc.
An das höfische Leben erinnern reich verzierte Turnierharnische und Stangenwaffen. Zu den Besonderheiten zählt der Harnisch des Hofzwerges von Herzog Johann Casimir (1633). Die besonders große Sammlung an Jagd- und Schützenwaffen spiegelt die Entwicklung des Jagens vom 16. Jahrhundert bis in die Gegenwart. Neben repräsentativ gestalteten Waffen finden sich rare Utensilien wie zwei leinene Hundepanzer oder eine mobile Jagdwaage.
Ein bedeutender Bestand an außereuropäischen Waffen ergibt sich durch die sogenannte Türkenbeute des Prinzen Friedrich Josias von Sachsen-Coburg-Saalfeld (1737–1815) und die von dem Mathematiker und Sammler Werner Uhlmann (1928–2011) gestiftete Sammlung asiatischer, indischer und afrikanischer Blankwaffen.

### Kutschen und Schlitten

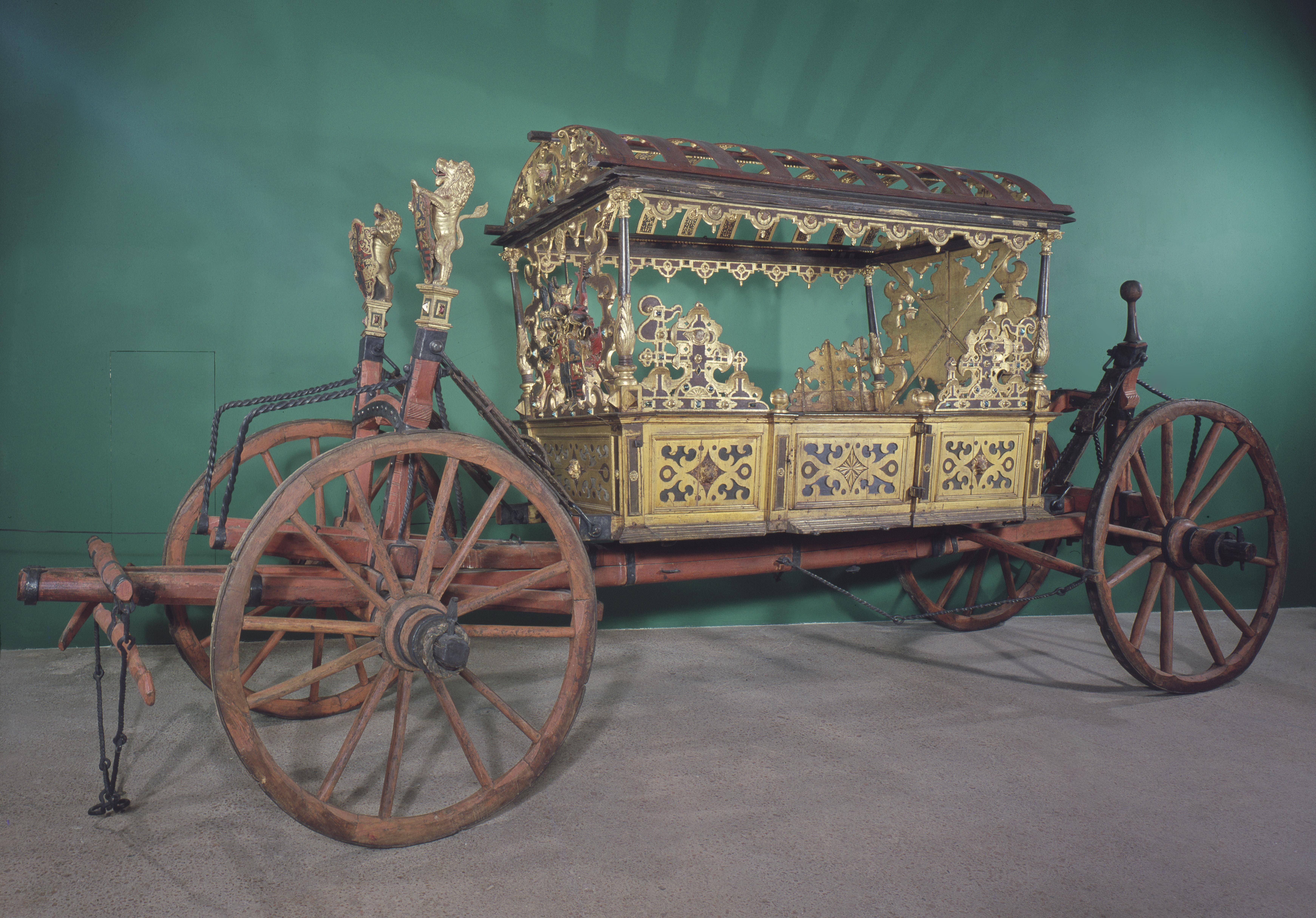
Brautwagen (1560/1599)

Aus der beachtlichen Sammlung höfischer Prunkwagen und Turnierschlitten stechen zwei reich dekorierte vergoldete Hochzeitskutschen der Renaissance hervor. Der vergoldete Prunkwagen zur 1599 gefeierten Hochzeit von Herzog Johann Casimir mit Margarethe von Braunschweig Lüneburg, der schon 1561 bei der Hochzeit der Brauteltern verwendet wurde, ist der älteste noch fahrbereite Wagen seiner Art.

### Münzen und Medaillen, Orden und Ehrenzeichen
Das Münzkabinett enthält ungefähr 20.000 Objekte. Den Schwerpunkt bilden sächsische Münzen aus Gold, Silber und Buntmetall aus dem 14. bis 19. Jahrhundert. Erwähnenswert sind auch zahlreiche, vor allem aus Russland und England stammende Goldmedaillen mit Gewichten bis zu mehreren hundert Gramm. Innerhalb des Bestandes an Orden und Ehrenzeichen sind die zahlreichen namentlich zuweisbaren, den höchsten Klassen zugehörigen Exemplare hervorzuheben. Ein Großteil dieser Stücke wurde den Herzögen Ernst I., Ernst II. sowie Alfred von Sachsen-Coburg und Gotha verliehen.

## Historische Räume (Lutherveste)

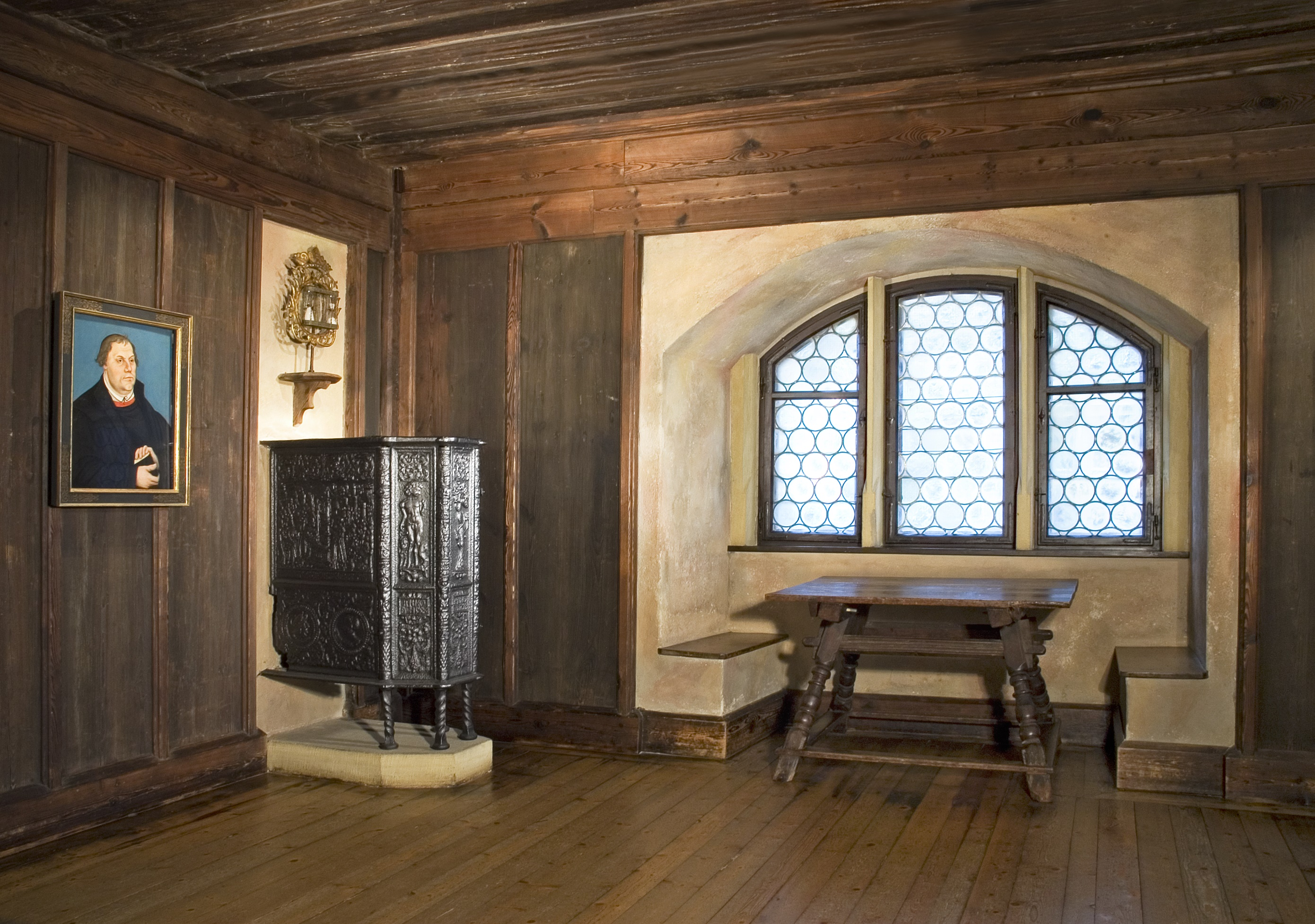
Die Lutherstube in der Steinernen Kemenate

Auf der Veste Coburg haben sich bedeutende historische Räume erhalten, die die Schausammlungen des Museums ergänzen: Die „große Hofstube“, ein 1504 fertiggestellter Festsaal, zählt zu den größten Profanräumen ihrer Zeit und führt den Stellenwert der Veste als wichtige Nebenresidenz der sächsischen Kurfürsten vor Augen. Von hier aus begleitete Martin Luther die konfessionspolitischen Verhandlungen auf dem Augsburger Reichstag, denen er als Geächteter nicht selbst beiwohnen durfte. Die vom Reformator bewohnten „Lutherzimmer“, die von Bodo Ebhard ab 1909 errichtete „Lutherkapelle“ sowie umfangreiche Sammlungsbestände zur Reformation unterstreichen die Bedeutung der Veste als Luthergedenkstätte. Hervorzuheben ist ferner das 1632 vollendete „Jagdintarsienzimmer“, ein in Deutschland einmaliges Meisterwerk der Intarsiendekoration. Ein Spätwerk des Burgenhistorismus sind die Wohnräume Herzog Carl Eduards und seiner Familie, die von Bodo Ebhardt mit modernem Wohnkomfort eingerichtet wurden und einen interessanten Kontrast zum Eindruck einer mittelalterlichen Burg bilden.

## Galerie

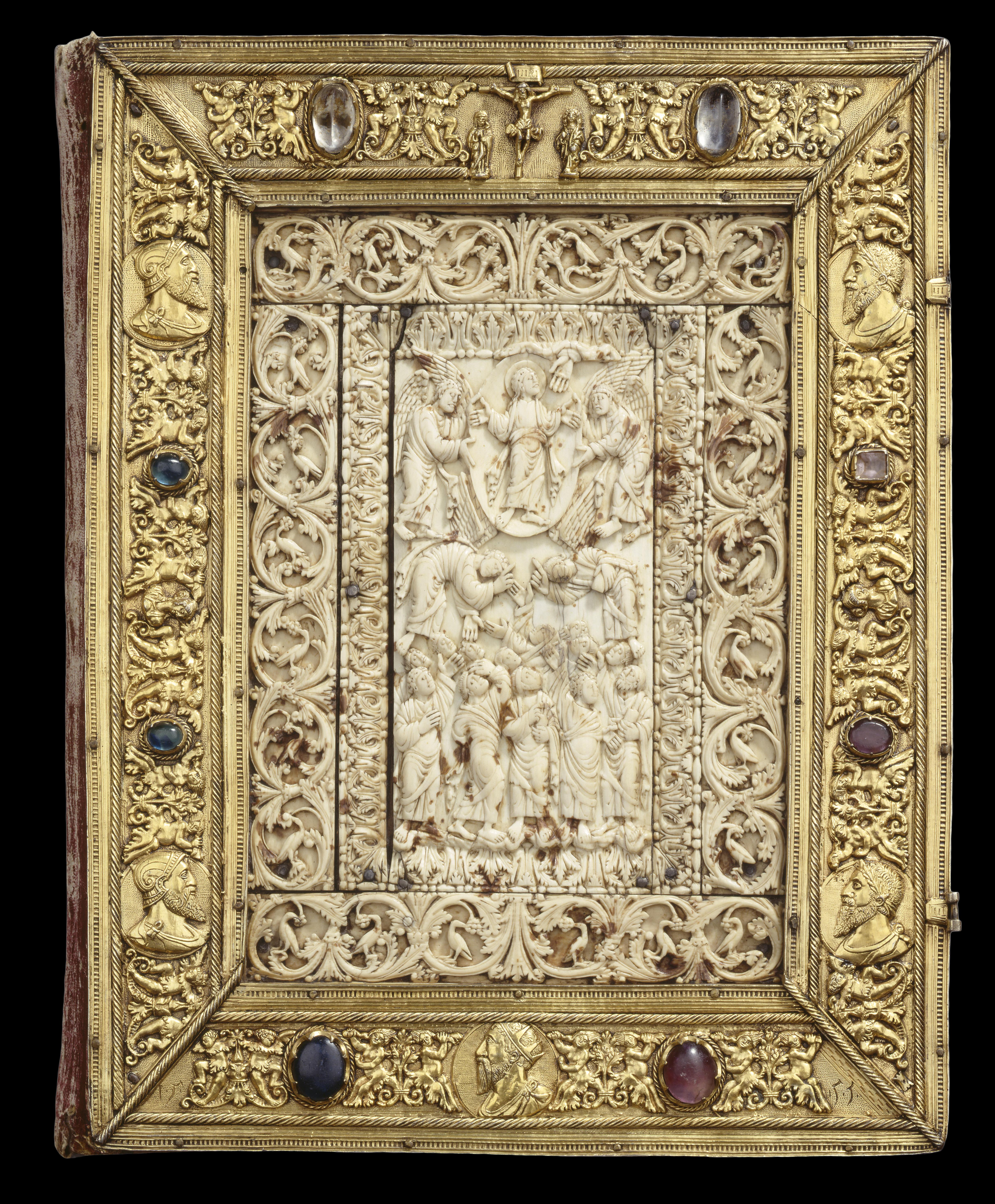
Gandersheimer Evangeliar (um 860)
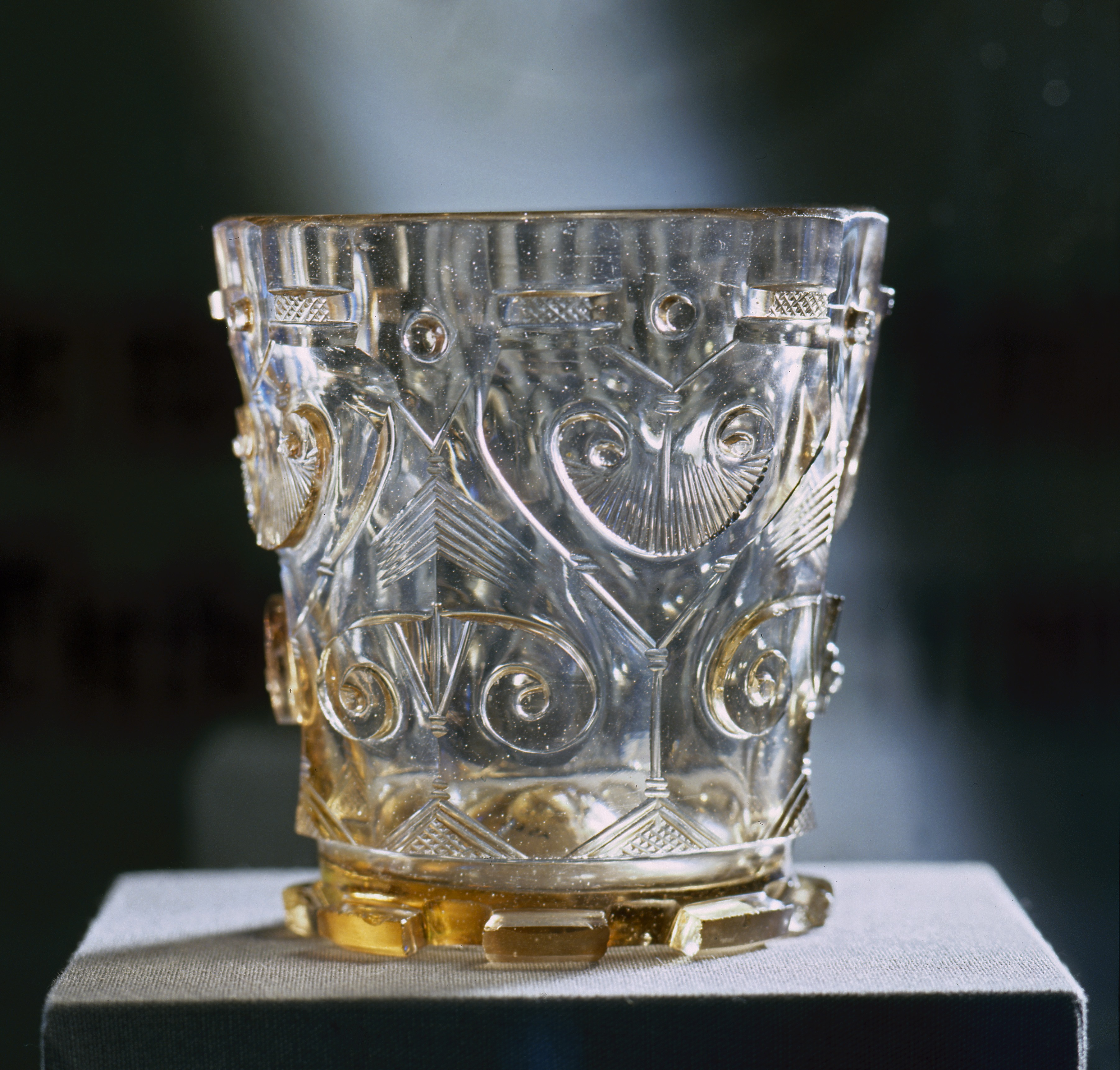
Hedwigsbecher (11. Jh.)
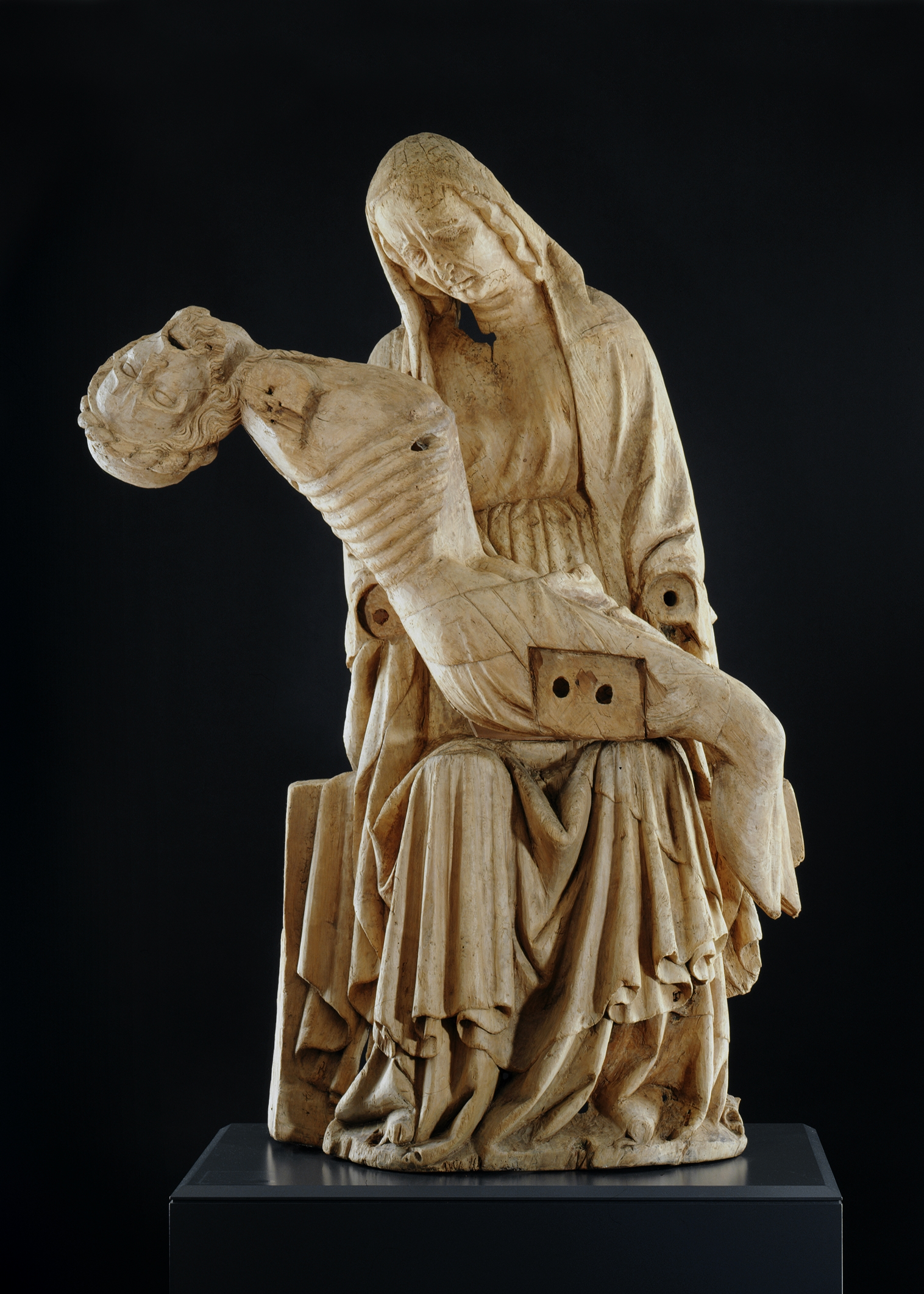
Coburger Pietà (um 1360/70)
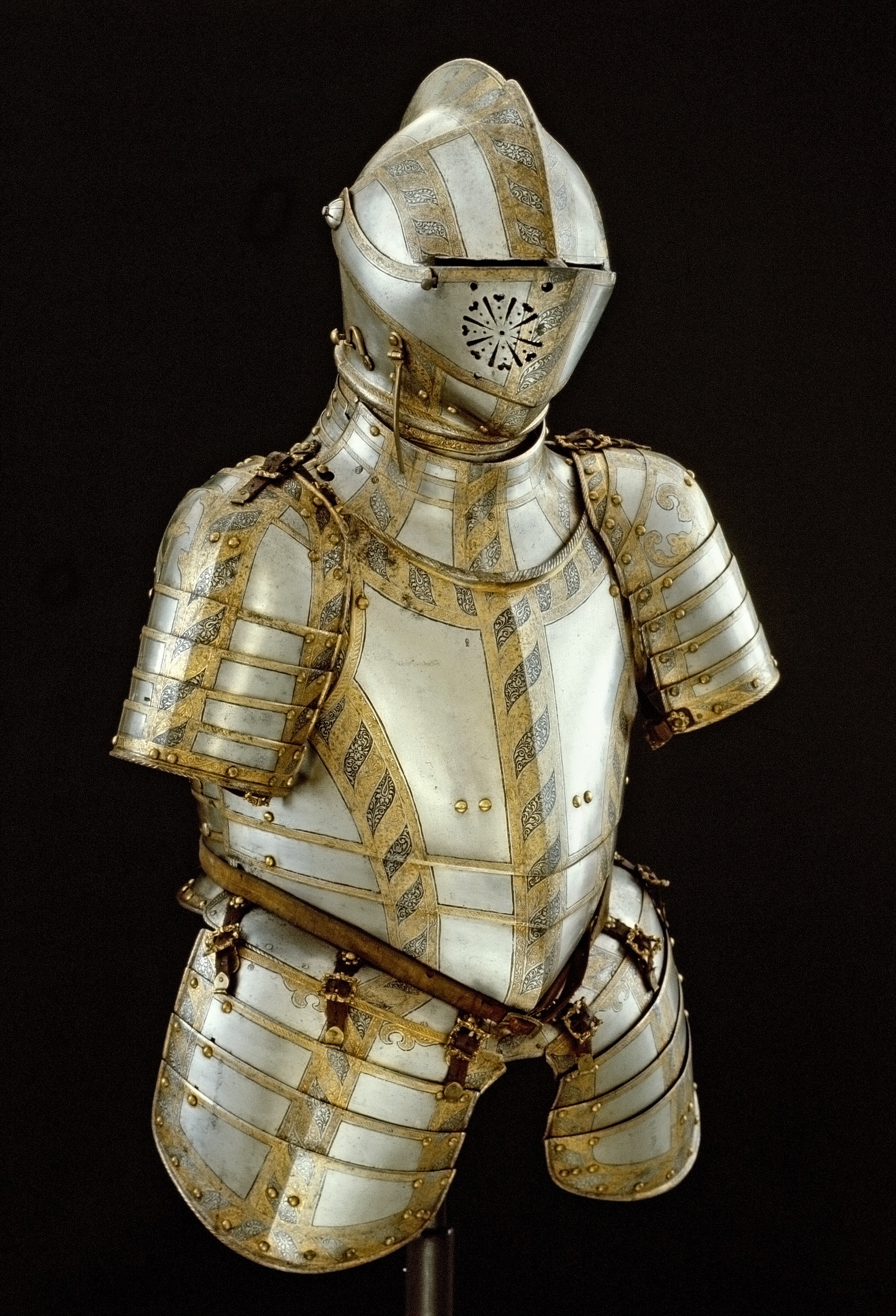
Halber Harnisch (um 1570)
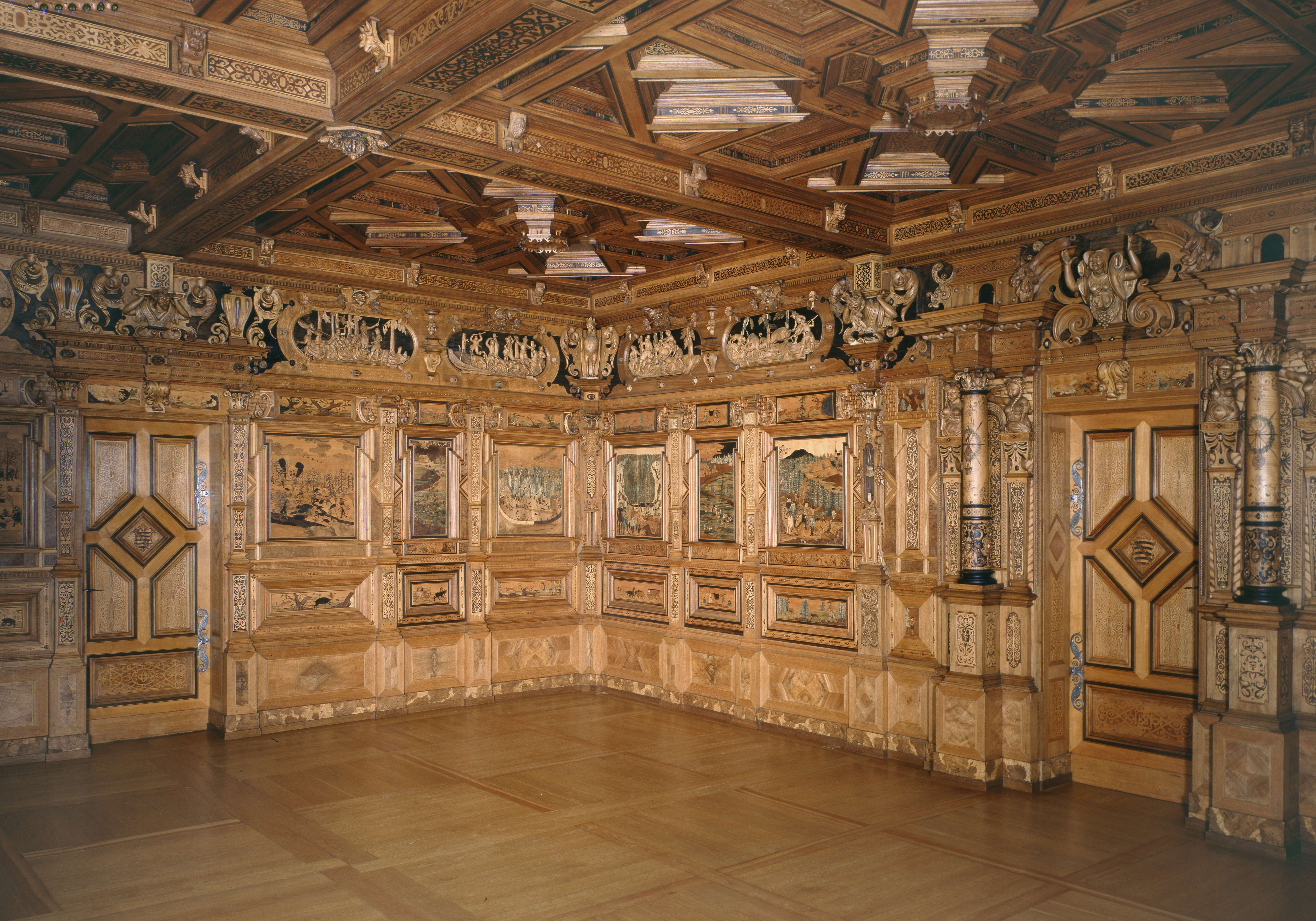
Jagdintarsienzimmer in der Steinernen Kemenate

### Allgemeine Literatur
- Klaus Weschenfelder (Hrsg.): Kunstsammlungen der Veste Coburg. Die Schausammlungen. München / Berlin 2004, ISBN 3-422-06505-9.
- Cornelia Stegner, Klaus Weschenfelder: Die Veste Coburg und ihre Sammlungen (= Kleine Kunstführer. Band 871). 25., neu bearbeitete  Auflage. Schnell + Steiner, Regensburg 2018, ISBN 978-3-7954-4603-1.
- Michael Henker u. a. (Hrsg.): Ein Herzogtum und viele Kronen. Coburg in Bayern und Europa. Katalog zur Bayerischen Landesausstellung 1997 des Hauses der Bayerischen Geschichte und der Kunstsammlungen der Veste Coburg in Zusammenarbeit mit der Stiftung der Herzog von Sachsen-Coburg und Gotha'schen Familie und der Stadt Coburg. 2 Bde. Augsburg 1997, ISBN 3-927233-55-2.
- Christiane Wiebel, Kristin Wiedau: Das Kupferstichkabinett der Kunstsammlungen der Veste Coburg. Ein Blick in die Sammlung. Coburg 2002, ISBN 3-87472-082-9.
- Peter Wolf u. a. (Hrsg.): Ritter, Bauern, Lutheraner. Katalog zur Bayerischen Landesausstellung 2017, Kunstsammlungen der Veste Coburg und St. Moriz. Darmstadt 2017, ISBN 978-3-8062-3496-1.

### Bestandskataloge (Auswahl, chronologisch)
- Anna-Elisabeth Theuerkauff-Liederwald: Venezianisches Glas der Kunstsammlungen der Veste Coburg. Die Sammlung Herzog Alfreds von Sachsen-Coburg und Gotha (1844–1900). Coburg 1994, ISBN 3-923641-40-0.
- Ulrike Heinrichs-Schreiber: Die Skulpturen des 14. bis 17. Jahrhunderts. Ein Auswahlkatalog. Coburg 1998, ISBN 3-87472-077-2.
- Alfred Geibig: Die Macht des Feuers. Ernstes Feuerwerk des 15.–17. Jahrhunderts im Spiegel seiner sächlichen Überlieferung / Might and Fire. An Object-based-Survey of Serious Fireworks of the 15th to the 17th Centuries. Coburg 2012, ISBN 978-3-87472-089-2.
- Alfred Geibig: Gebt Feuer! Objekte und Quellen zur Geschichte der Artillerie / Ready to fire! Objects and sources on the History of the Artillery. Coburg 2018, ISBN 978-3-87472-099-1.
- Klaus Weschenfelder: Cranach in Coburg. Die Gemälde von Lucas Cranach d. Ä., Lucas Cranach d. J., der Werkstatt und des Umkreises in den Kunstsammlungen der Veste Coburg. Mit einem Beitrag von Manuel Teget-Welz. Regensburg 2018, ISBN 978-3-7954-3254-6.
- Stefanie Knöll, Meike Leyde, Michael Overdick (Hrsg.): Cranach in Coburg. Graphik von Lucas Cranach d. Ä., Lucas Cranach d. J. und der Werkstatt im Kupferstichkabinett der Kunstsammlungen der Veste Coburg. Regensburg 2020, ISBN 978-3-7954-3255-3.

### Ausstellungskataloge (Auswahl, chronologisch)
- Klaus Weschenfelder (Hrsg.), Clementine Schack von Wittenau: Coburger Glaspreis für zeitgenössische Glaskunst in Europa / Coburg Glass Prize for Contemporary Glass in Europe 2006, Kunstsammlungen der Veste Coburg, Coburg 2006.
- Klaus Weschenfelder, Christiane Wiebel u. a. (Hrsg.): Mit dem Blick des Zeichners. Aquarelle und Zeichnungen der deutschen Romantik und des 19. Jahrhunderts aus der Sammlung Böhm-Hennes. Begleitbuch zu den Ausstellungen in den Kunstsammlungen der Veste Coburg vom 24. Juli bis 1. November 2009 und im Thorvaldsens-Museum Kopenhagen vom 22. Juni bis 29. August 2010. Berlin 2009.
- Matthias Müller u. a. (Hrsg.): Apelles am Fürstenhof. Facetten der Hofkunst um 1500 im Alten Reich. Katalog zur Ausstellung in den Kunstsammlungen der Veste Coburg, 22. August bis 7. November 2010. Berlin 2010, ISBN 978-3-86732-092-4.
- Sven Hauschke, Klaus Weschenfelder (Hrsg.): Coburger Glaspreis 2014 / The Coburg Prize for Contemporary Glass 2014. Schnell & Steiner, Regensburg 2014, ISBN 978-3-7954-2854-9.
- Jürgen Müller, Jan Mentzel (Hrsg.): REMBRANDT. Von der Macht und Ohnmacht des Leibes. 100 Radierungen. Katalog zur gleichnamigen Sonderausstellung in den Städtischen Museen Freiburg und in den Kunstsammlungen der Veste Coburg. Petersberg 2017, ISBN 978-3-7319-0488-5.